# Grzybowica

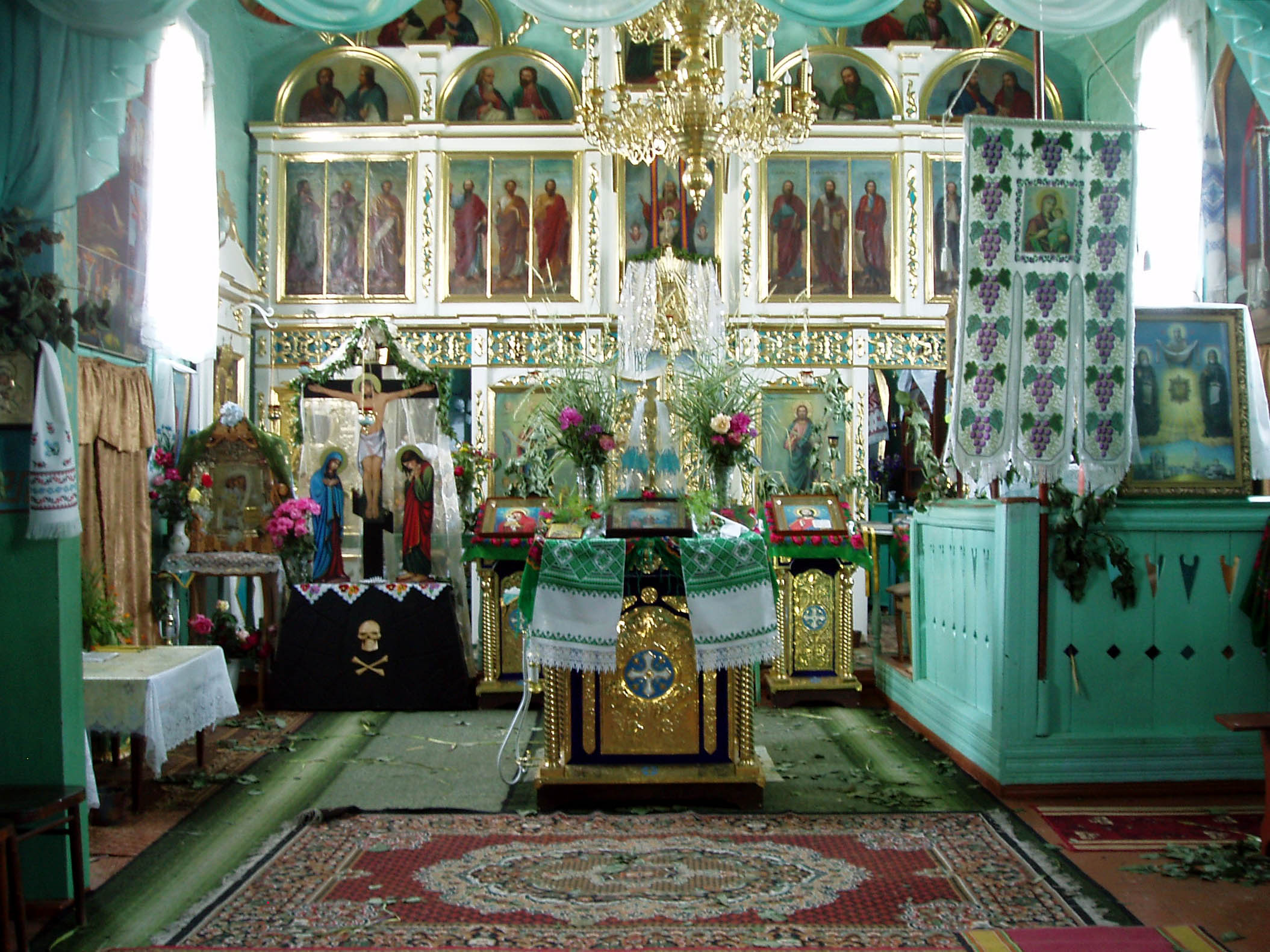
Cerkiew Opieki Matki Bożej - wnętrze

Grzybowica lub Hrybowica (ukr. Грибовиця) – wieś na Ukrainie w rejonie włodzimierskim należącym do obwodu wołyńskiego.
Prywatna wieś szlachecka Hrybownica, położona w województwie wołyńskim, w 1739 roku należała do klucza Litowiż Lubomirskich. 
Do 2020 w rejonie iwanickim.